# Dealu Mare, Vaslui
Dealu Mare este un sat în comuna Zorleni din județul Vaslui, Moldova, România. Se află în partea de nord a județului,  în Colinele Tutovei. La recensământul din 2002 avea o populație de 288 locuitori.